# Guernsey
Guernsey (wymowaⓘ [ˈgɜ:nzi], Baliwat Guernsey, fr. Guernesey) – terytorium obejmujące wyspę Guernsey i kilkanaście mniejszych wysp w archipelagu Wysp Normandzkich (m.in. Alderney, Sark i Herm), położonych na kanale La Manche, nieopodal wybrzeża Francji.
Posiada specyficzny status dependencji korony brytyjskiej – nie stanowi formalnie części Wielkiej Brytanii (nie był również częścią Unii Europejskiej).
Guernsey, podobnie jak pobliskie Jersey, są de facto terytoriami zależnymi Wielkiej Brytanii (zależność ta wynika z tradycji, a nie jest zależnością de iure). Kwestiami obrony oraz spraw zagranicznych zajmuje się Wielka Brytania, zaś sprawami administracyjnymi, sądownictwem, gospodarką oraz finansami – władze lokalne.

## Geografia
Zachodnie wybrzeże wyspy to długie piaszczyste plaże, południowy brzeg zdominowany jest przez sięgające 100 metrów klify, zaś na wschodnim brzegu rozciąga się miasto St. Peter Port. Najwyższy punkt na wyspie – Hautnez – wznosi się 110,6 m n.p.m. Na wyspie bywają łagodne zimy oraz stosunkowo chłodne lata.

## Historia
Pierwsze ślady człowieka na wyspie pochodzą z prehistorii, z neolitu, kiedy Wyspy Normandzkie miały połączenie lądowe z kontynentalną Europą. Około roku 6000 p.n.e., w wyniku podniesienia się poziomu oceanów, terytoria te zostały odcięte od lądu, a wraz z nimi – ich mieszkańcy.
Wykopaliska archeologiczne w St. Peter Port potwierdziły, że w bliższym współczesności horyzoncie czasowym, od lat 50. n.e. Rzymianie wykorzystywali wyspę jako bazę handlową. W roku 1982 odkryto na dnie aktualnego portu morskiego przy wyspie rzymski statek, który obecnie pod nazwą „Asterix” jest atrakcja w „Castle Cornet”. Na przełomie III i IV w., po upadku Cesarstwa Rzymskiego św. Samson założył pierwszy kościół katolicki na wyspie. W 933 roku wyspę podbili wikingowie – dając tym początek Księstwu Normandii. W 1294 duża część miejscowej populacji zginęła w wyniku starć z wojskami francuskimi. Przez kolejnych kilka wieków wyspa przejmowana była sześciokrotnie to przez Francuzów, to przez Anglików.
Na początku II wojny światowej, w czerwcu 1940 roku, blisko połowa mieszkańców (17 tys.) została przeniesiona do Anglii (dalszą ewakuację uniemożliwiło zbombardowanie portu). 30 czerwca wyspa zajęta została przez wojska niemieckie. Dowództwo nad niemieckim garnizonem objął Siegfried Heine. Wyspę uwolniono spod niemieckiej okupacji 9 maja 1945 – dzień ten stał się świętem narodowym na Guernsey. Następnie nastąpiło gwałtowne ożywienie w turystyce (ok. 250 tys. turystów rocznie). Lata 80. i 90. XX wieku to uprzemysłowienie wyspy.
W ostatnich latach obserwuje się gwałtowny przyrost sektora bankowego, co jest główną siłą napędową ekonomii wyspy.

## Ustrój polityczny
Wyspy Guernsey, Alderney i Sark tworzą dependencję korony brytyjskiej. Głową państwa jest król brytyjski Karol III, reprezentowany przez gubernatora porucznika, który jest również naczelnym dowódcą wojsk. Władza ustawodawcza należy do parlamentu (Stany), zaś sądownicza do sądu królewskiego (Royal Court) i – na szczeblu lokalnym – sądów pokoju (Magistrates’ Court). Terytorium dzieli się na 10 okręgów.

Święto państwowe: 9 maja Dzień Wyzwolenia (Liberation Day).

### Sark
Specyficzny status w ramach Guernsey posiada wyspa Sark, dependencja Guernsey, która stanowi de facto monarchię dziedziczną podległą królowi Anglii i baliwowi Guernsey.

## Atrakcje
- Aquarium – La Vallette, St Peter Port – akwarium ulokowane w starym niemieckim tunelu.
- Beau Sejour – Beau Sejour, St Peter Port – centrum wypoczynkowe na wyspie z widokiem na wschodnie wybrzeże. Znajduje się tu kino, teatr, duży kryty basen, sauny, korty tenisowe.
- Bowl Centre – Victoria Avenue, St Sampsons – stadion sportowy.
- Coach House Gallery – La Route du Longfrie, St Peter – galeria obrazów olejnych oraz akwarelowych. Co miesiąc wystawiają tutaj swoje prace nowi artyści.
- Little Chapel – Les Vaubelets, St. Andrew – jedna z najmniejszych kaplic na świecie zbudowana w 1923 roku.
- La Varde – neolityczny grobowiec korytarzowy, największa megalityczna konstrukcja na wyspie

## Paszporty
Terytorium wchodzi w skład strefy podróży bezpaszportowej Common Travel Area, która pozwala obywatelom Wielkiej Brytanii, Guernsey, Jersey, Wyspy Man oraz Irlandii na swobodną podróż pomiędzy tymi krajami, na podstawie dowolnego dokumentu ze zdjęciem, który potwierdza ich tożsamość. Obywatele innych państw podróżujący na wyspę zobowiązani są, z pewnymi wyjątkami, do posiadania paszportu. W ograniczonych przypadkach obywatele Europejskiego Obszaru Gospodarczego i Szwajcarii mogą podróżować na podstawie dowodu osobistego (przywilej ten przysługuje m.in. osobom przechodzącymi proces naturalizacji w Wielkiej Brytanii). Nie są prowadzone rutynowe kontrole graniczne.

## Ludność
Wyspy zamieszkują głównie Guernejczycy (65%) i Brytyjczycy (25%), a także Francuzi, Portugalczycy, Irlandczycy. Wśród religii najważniejszymi są anglikanizm (65%) i katolicyzm.

## Galeria

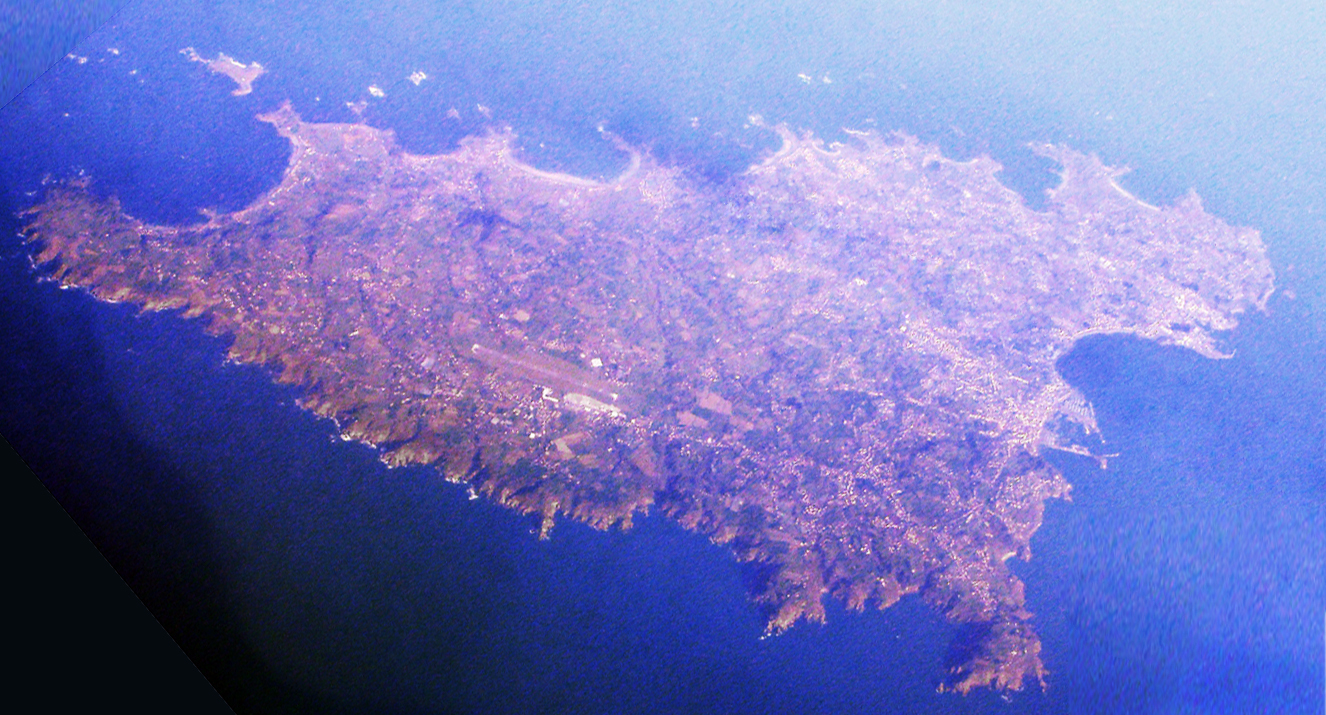
Widok wyspy z wysokości ok. 10 km
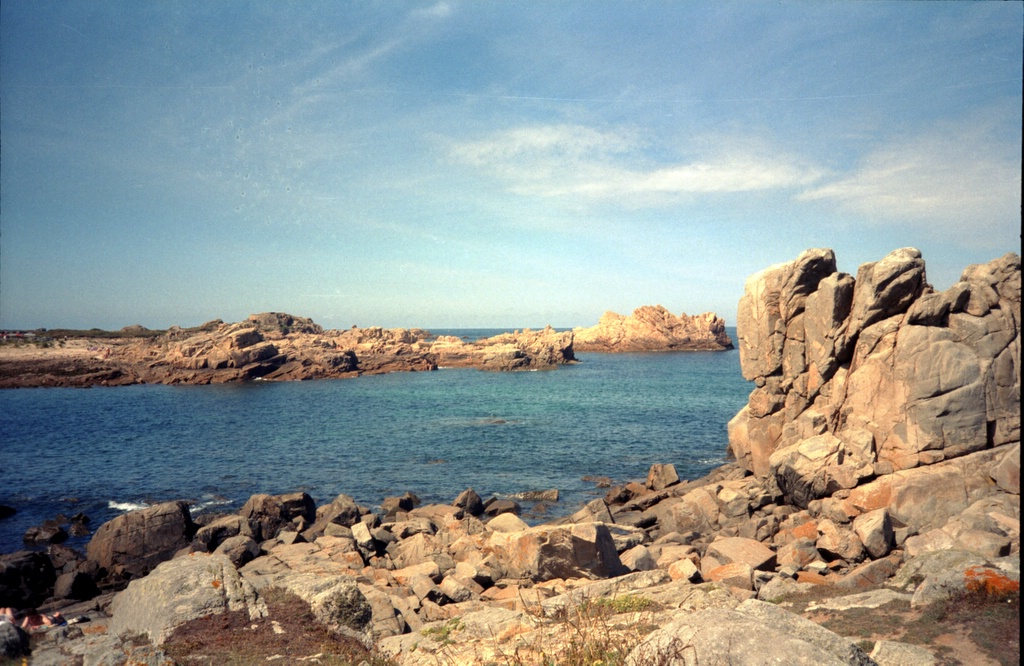
Wybrzeża wyspy Guernsey
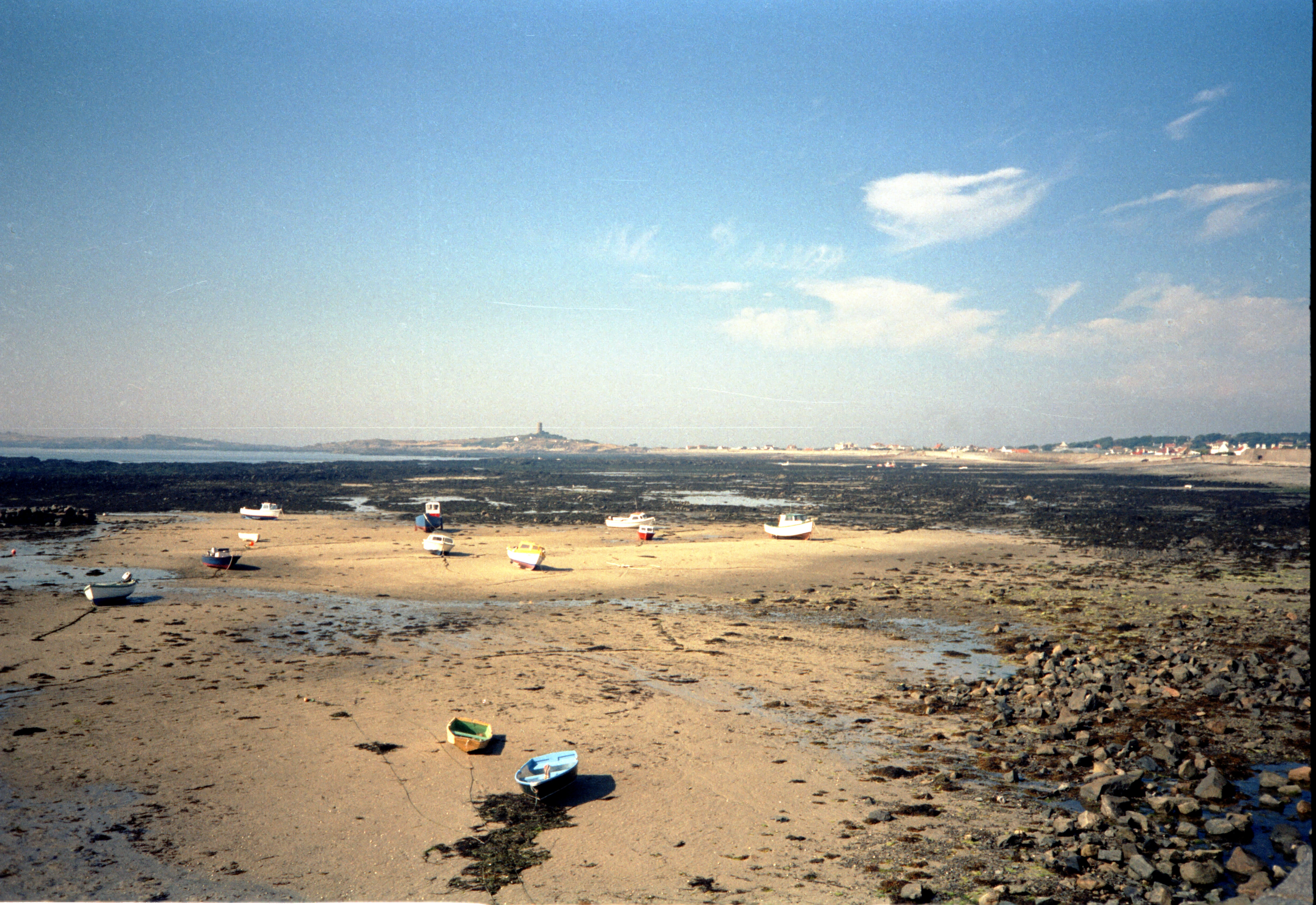
Wybrzeża wyspy Guernsey
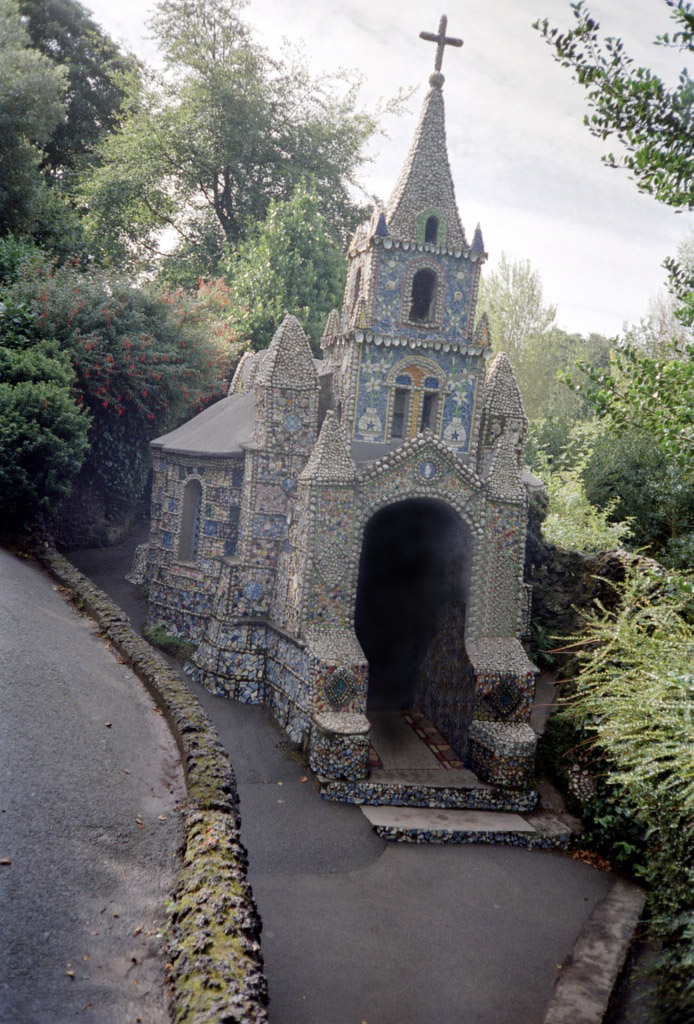
Little Chapel, Les Vauxbelets, Guernsey
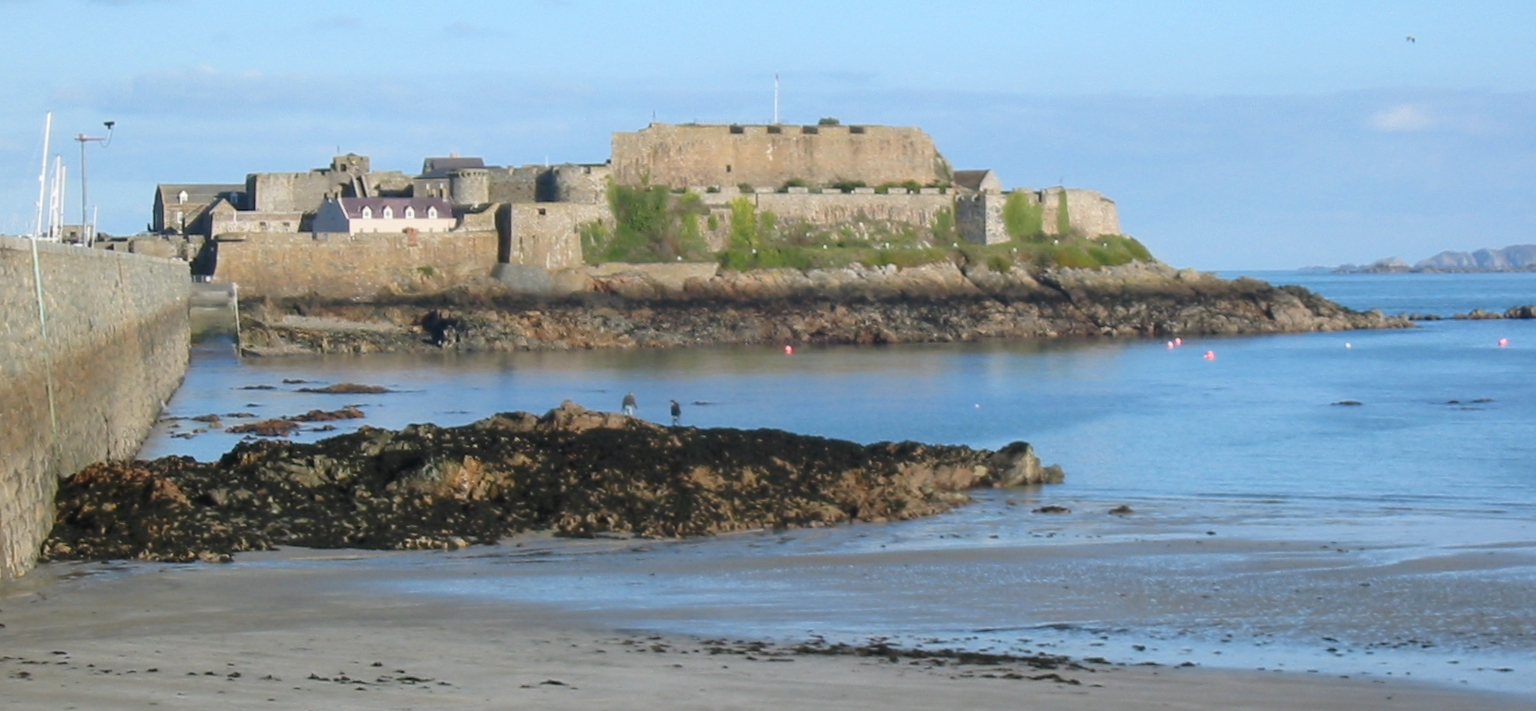
Zamek Cornet, Guernsey